# Compagnie nationale de navigation
 (novembre 2014).
La Compagnie nationale de navigation est une compagnie maritime française. Elle a été créée en 1879 par Marc Constantin Fraissinet.
Ses dirigeants sont Patrick Molis, Marie-Laure Bréard, Michel Moreau.

## Histoire
Il y a eu trois « Compagnie nationale de navigation ». :
- la première a été créée par Marc Fraissinet en 1879 dans le but d'établir une liaison régulière de transport de troupes vers le Tonkin. Elle cessa toute activité en 1904 à la résiliation du contrat avec l'État ;
- la seconde exista entre 1939 et 1960 ;
- la troisième reprit la Compagnie navale WORMS en 1986.

La Compagnie nationale de navigation est aujourd'hui divisée en trois filiales :
- la Compagnie maritime nantaise (MN) ;
- Héli-Union ;
- la Société d'armement de l'Ouest (SAO), qui gère pas moins de 6 compagnies maritimes (transport de passagers).

## MN - Compagnie maritime nantaise

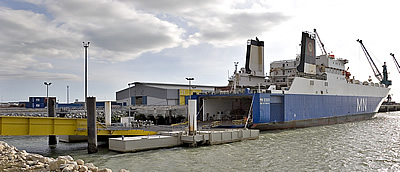
MN Eider de la Compagnie maritime nantaise à la Pallice.

La Compagnie maritime nantaise est une société propriétaire, armateur et gestionnaire de navires. La compagnie est spécialisée dans les transports maritimes industriels, les transports maritimes spécialisés et la logistique marine.
L'activité de la MN couvre la conception, la construction et l'exploitation internationale de navires répondant aux attentes de ses clients. L'armateur est signataire de la charte bleue des Armateurs de France.

### Activités

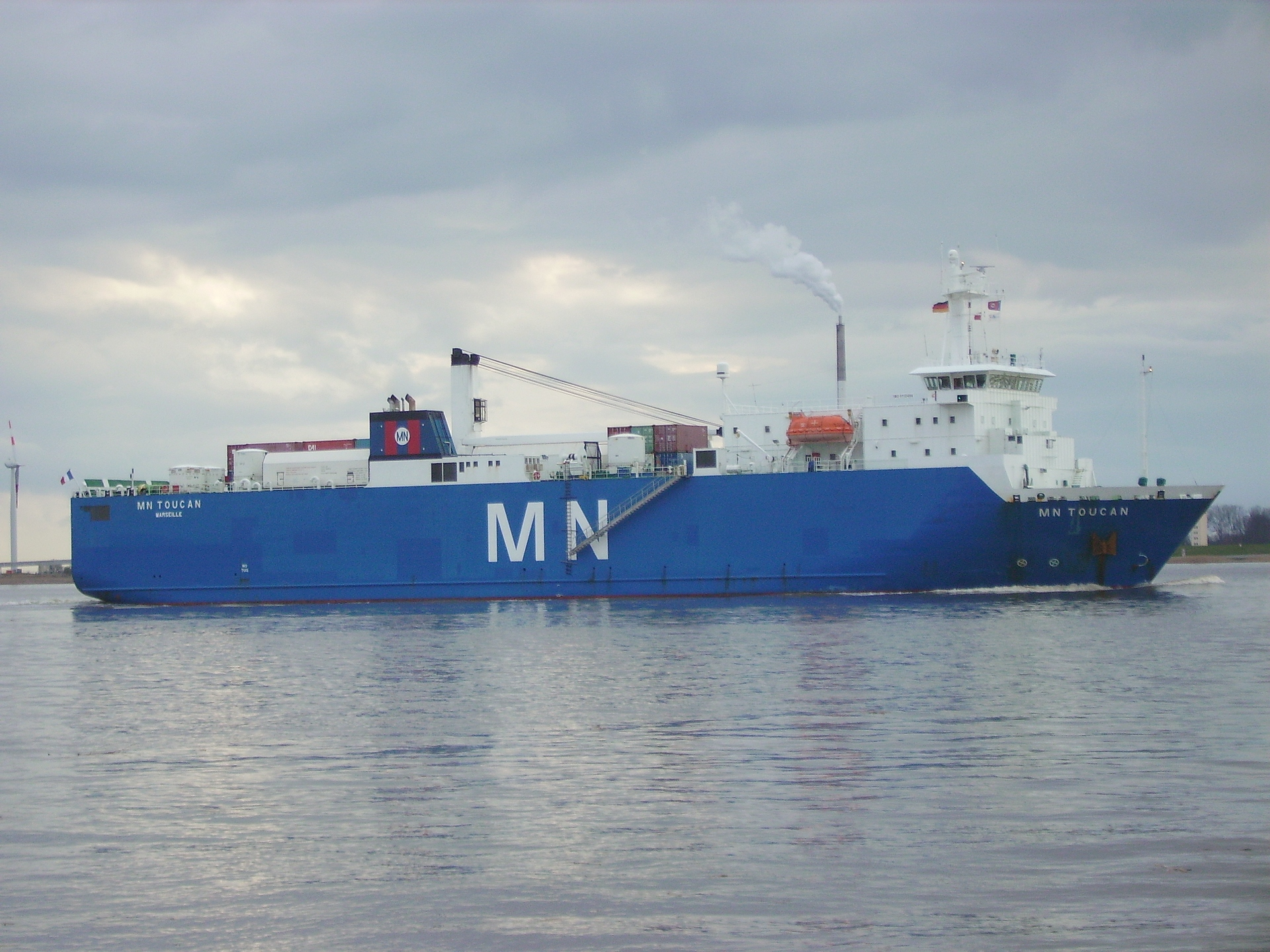
MN Toucan en mer

- Arianespace : Depuis le début des années 1980, la MN assure le transport des éléments des lanceurs des fusées Ariane entre l'Europe et la Guyane.

Ces transports sont réalisés par deux navires rouliers : les MN Toucan et MN Colibri.
- Opérations pour le compte du ministère de la Défense : Depuis le début des années 1980, la MN assure le ravitaillement des bases françaises dans l'océan Indien et la côte ouest-Afrique, ainsi que des opérations ponctuelles lors d'exercices à l'étranger et sur les théâtres d'opérations. Différents navires se sont succédé dans ce rôle, les MN Eider, MN Éclipse et MN Pélican[2].

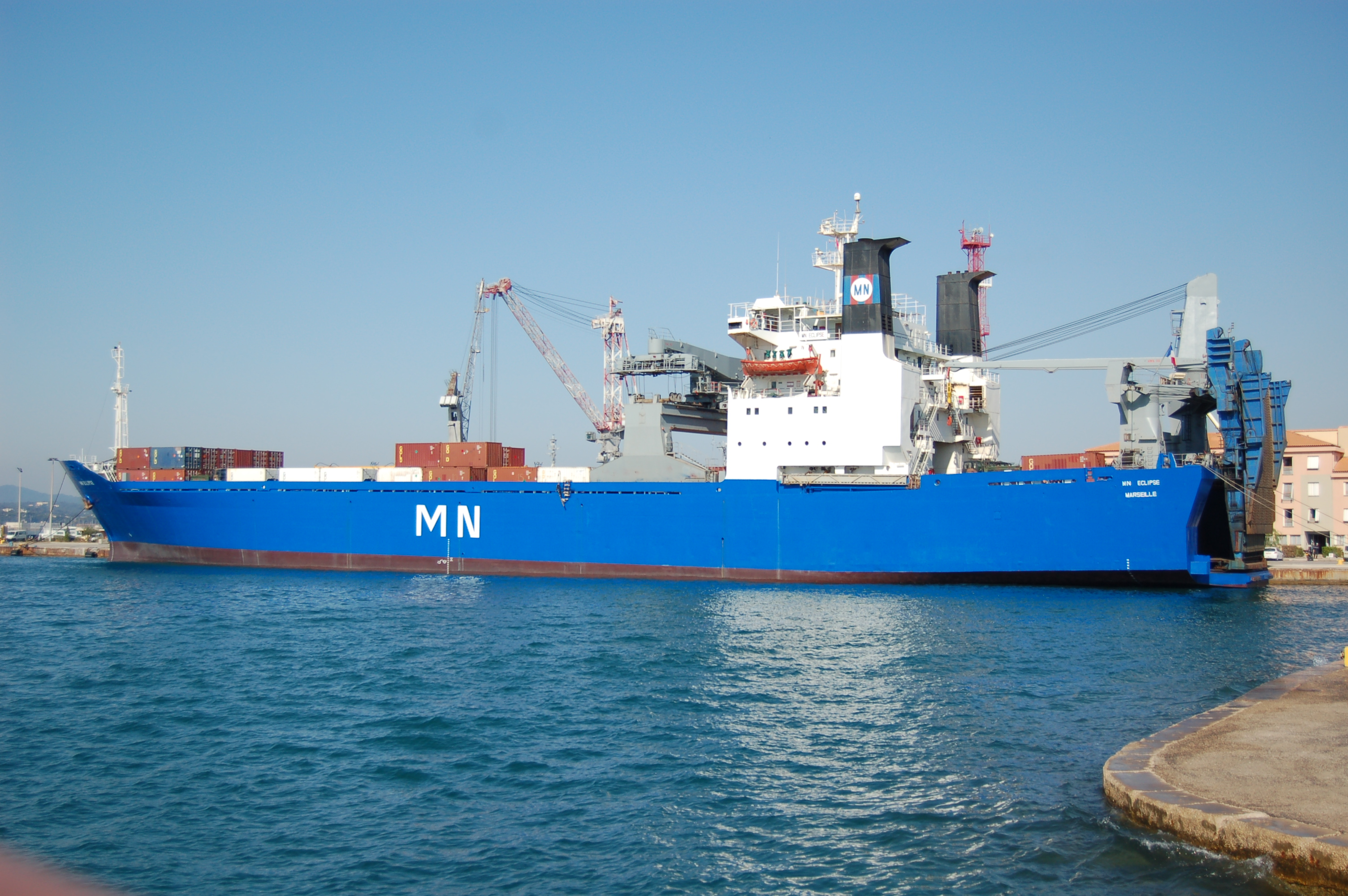
MN Eclipse

Ces services sont assurés depuis 2014  par deux navires rouliers, le MN Calao et le MN Tangara, dans le cadre de contrats d'affrètement avec le ministère de la défense.
- Lutte sous-marine : Depuis 1990, la MN met à la disposition du Groupe d'Études Sous-Marines de l'Atlantique (GESMA) le navire de recherche Langevin. Le GESMA assure en outre la vérification permanente de la discrétion acoustique et magnétique des navires et des sous-marins de la marine nationale sur la façade Atlantique.

- Fondation Belem : La MN assurait également la gestion et l'entretien permanent du plus ancien trois-mâts barque français, le Belem (construit en 1896) jusqu'en 2019. Mission reprise en 2020 par une autre compagnie maritime.

## Héli-Union

### Activités
La société Héli-Union propose trois types d'activités liées à l'hélicoptère :
- Transport aérien : depuis 1961, Héli-Union assure ainsi le transport de passagers et de matériel dans le cadre des programmes d'exploration et de production des compagnies pétrolières et gazières (relève de personnel sur les plates-formes...)

- Maintenance : depuis 1985, Héli-Union assure la maintenance des hélicoptères en France ou à l'étranger (révision et entretien) et le soutien logistique et technique au service des sociétés d'exploitation d'hélicoptères.

- Formation : Héli-Union prend en charge depuis 2002 la formation de pilotes d'hélicoptères avec ou sans expérience, à l'aide de moyens théoriques et pratiques (simulateur de vol).

Héli-Union, créée par M. Roussel, président-directeur général des laboratoires du même nom, est le premier acquéreur de l'hélicoptère « Alouette II ». Pilotant lui-même un appareil de ce type, il cause un certain émoi dans la ville de Saulcet (Allier) en atterrissant près d'une station service après avoir prévenu la gendarmerie de l'air de Vichy, la consommation de son appareil ayant dépassé ses prévisions.

## SAO - Société d'armement de l'Ouest
La Société d'armement de l'Ouest (SAO), gère pas moins de 6 compagnies maritimes de transport de passagers françaises. De La Rochelle à Saint-Malo, ce sont pas moins de 44 navires qui sillonnent les eaux.

### Compagnie Corsaire

#### Destinations
- Jersey au départ de Saint-Malo
- Iles Chausey au départ de Dinard & Saint-Malo
- Ile Cézembre au départ de Dinard & Saint-Malo
- Promenade en mer jusqu'au Fort-la-Latte et le Cap Fréhel
- Promenade en mer dans la grande baie de Saint-Malo
- Promenade en mer dans la petite baie de Saint-Malo
- Promenade en mer jusqu'à la baie de Cancale
- Remontée de la rivière de la Rance jusqu'à Dinan
- Descente de la rivière de la Rance jusqu'à Dinard & Saint-Malo
- Promenade sur la Rance entre Dinan et La Hisse
- Bus de mer Saint-Malo <> Dinard
- Pêche en mer

### SMN - Société morbihannaise de navigation / (Morlenn Express)

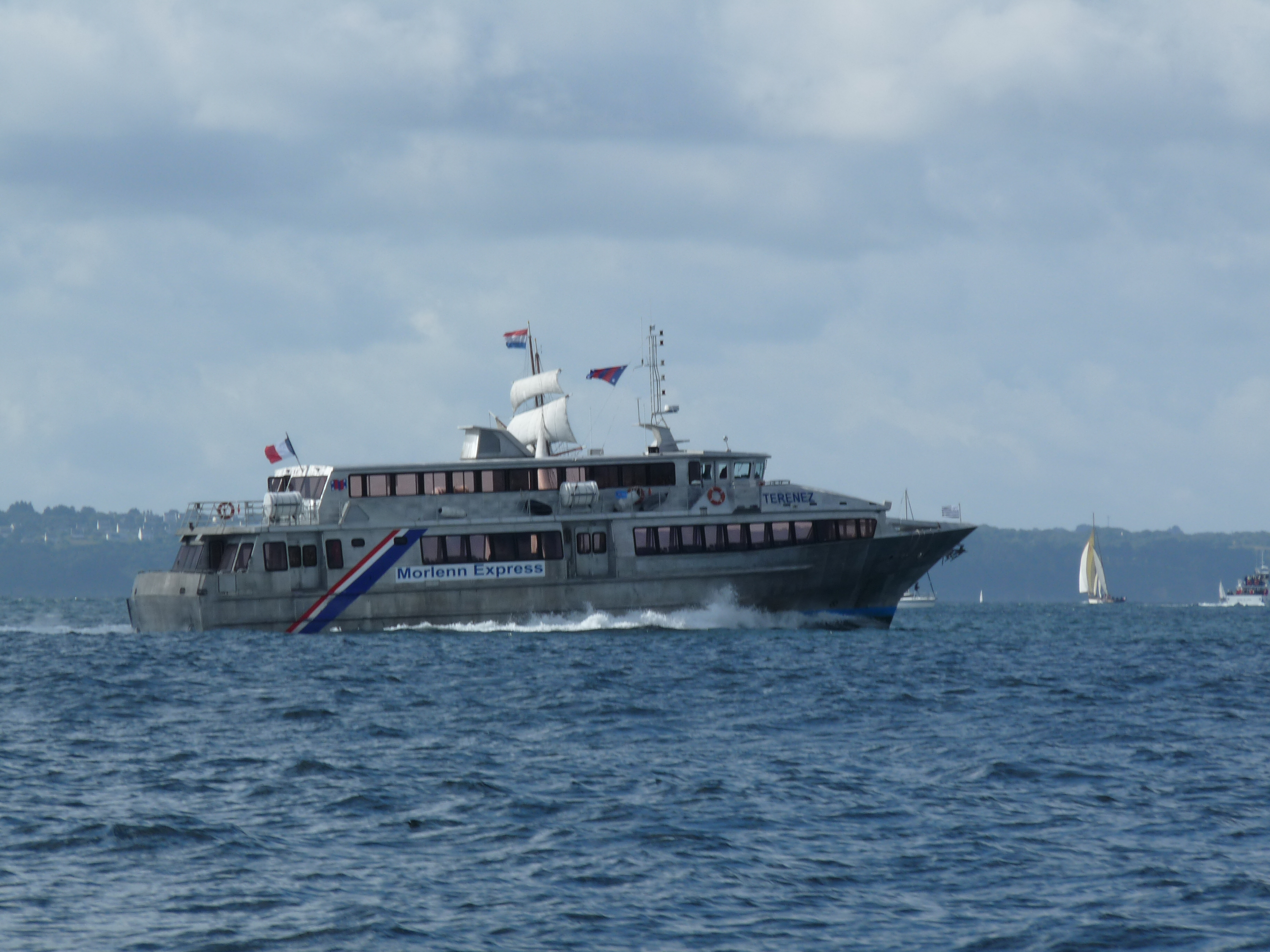
La vedette Terenez dans la rade de Brest.

Le Conseil Général du Morbihan ayant délégué la dessertes des îles de Belle-île, Groix, Houat et Hoëdic à la Compagnie Océane en 2008, la seule activité maritime de la SMN reste désormais celle de la compagnie Morlenn Express, filiale de la SMN. Morlenn express assure donc les liaisons "transrade" à Brest. Ces liaisons, assurées depuis 2004 uniquement pour le compte de la marine nationale, se sont ouvertes au public en 2006 afin de faciliter les déplacements des habitants de la presqu'île de Crozon travaillant dans la région brestoise.
Un "PASS" est toutefois nécessaire pour les usagers de ces navettes, l'embarquement s'effectuant à l'intérieur du port militaire de Brest.

#### Destinations
- Brest <> Ile Longue
- Brest <> Lanvéoc

#### Flotte

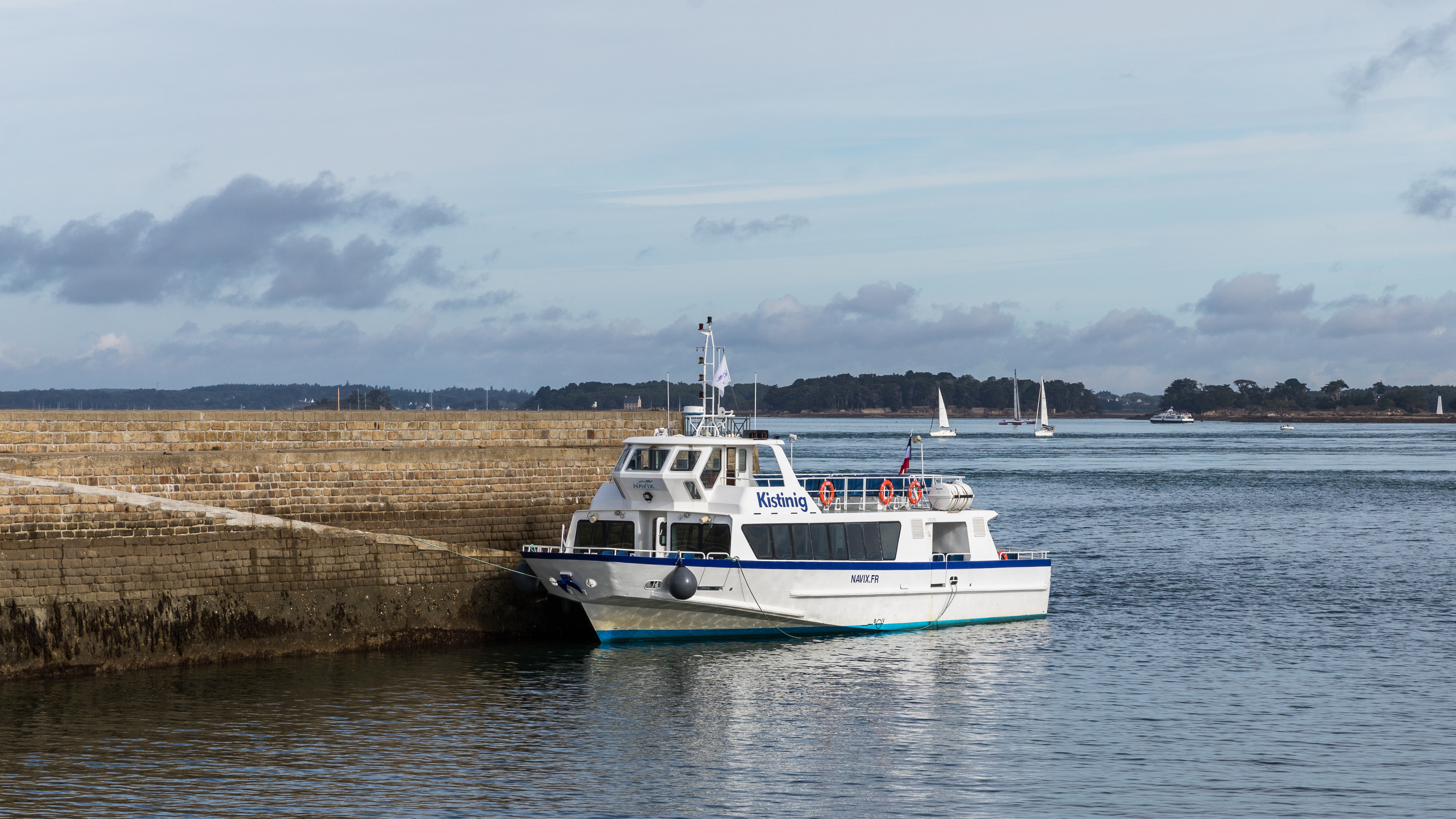
Kistinig, Port-Navalo

La compagnie Morlenn Express arme aujourd'hui 5 vedettes rapides, des "sister-ship".

### Compagnie des îles
Exploitation uniquement sous la marque Navix depuis 2015.

#### Destinations
Belle-Île-en-Mer
Au départ de :
- Vannes
- Port-Navalo
- Locmariaquer
- La Turballe
- Le Croisic

Groix
Au départ de :
- Doëlan
- Locmiquélic

Houat
Au départ de :
- Vannes
- Port-Navalo
- Locmariaquer
- La Turballe
- Le Croisic

Tour du golfe du Morbihan
Au départ de :
- Vannes
- Port-Navalo
- Locmariaquer
- La Trinite sur Mer

Croisière sur la Ria d'Étel au départ d'Étel.

### Compagnie maritime Navix

#### Destinations
Belle-Île-en-Mer
Au départ de :
- Vannes
- Port-Navalo

Promenade dans le golfe du Morbihan, avec ou sans escale sur l'île d'Arz et l'île aux Moines
Au départ de :
- Vannes
- Port-Navalo
- Locmariaquer
- Auray / Le Bono
- La Trinité-sur-mer

Promenade dans le golfe du Morbihan avec escale sur l'île d'Arz et l'île aux Moines
Au départ de :
- Vannes
- Port-Navalo
- Locmariaquer
- Auray / Le Bono
- La Trinité-sur-mer

Promenade sur la rivière d'Auray et le golfe du Morbihan
Au départ de :
- Vannes
- Port-Navalo
- Locmariaquer
- Auray / Le Bono

Déjeuner-croisière dans le golfe du Morbihan
Au départ de :
- Vannes
- Port-Navalo

Diner-croisière dans le golfe du Morbihan
Au départ de :
- Vannes
- Port-Navalo

### Compagnie vendéenne

#### Destinations
L'Île-d'Yeu
Au départ de :
- Fromentine
- Saint-Gilles-Croix-de-Vie

Promenade en mer au large des Sables-d'Olonne
Au départ de :
- Saint-Gilles-Croix-de-Vie
- Les Sables-d'Olonne

Pêche en mer au départ des Sables-d'Olonne

### Croisières Inter-îles

#### Destinations
Île de Ré (Saint-Martin)
Au départ de :
- La Rochelle
- La Tranche-sur-Mer

- Île d'Oléron au départ de La Rochelle

Île d'Aix
Au départ de :
- La Rochelle
- Île de Ré (Saint-Martin)
- Île d'Oléron (Boyardville)
- Île d'Oléron (Saint-Denis)
- La Tranche-sur-Mer
- Bourcefranc-le-Chapus

Promenade en mer vers Fort Boyard
Au départ de :
- La Rochelle
- Île de Ré (Saint-Martin)
- Île d'Oléron (Boyardville)
- Île d'Oléron (Saint-Denis)
- Bourcefranc-le-Chapus

La Rochelle
Au départ de :
- Île de Ré (Saint-Martin)
- Île d'Oléron (Boyardville)
- Île d'Oléron (Saint-Denis)

Île d'Aix + La Rochelle
Au départ de :
- Île de Ré (Saint-Martin)
- La Tranche-sur-Mer

Fort Boyard + La Rochelle au départ de l'Île de Ré (Saint-Martin)
La Rochelle <> Île d'Oléron (Boyardville) / Île d'Oléron (Saint-Denis)

## Sources
- (en) « Flot-flags », Flags of the World